# Arnaldo Ibáñez Fernández
Arnaldo Ibáñez Fernández (en ucraniano: Арнальдо Франціскович Ібаньєс-Фернандес; Santander, 29 de enero de 1927-Kiev, 16 de mayo de 2005) fue un director de cine documental hispano-ucraniano, nombrado artista honorario de la RSS de Ucrania (1987) y Premio Nacional Shevchenko (1985).

## Biografía
Nació en Santander, en el seno de una familia de clase trabajadora, durante la guerra civil española fue enviado a la Unión Soviética en 1937 como otros niños de Rusia.
Se graduó en los departamentos de estudios de cine y cinematografía del Instituto Estatal Pansoviético de Cinematografía (1952) y desde ese año se convirtió en director del estudio Ukrkinokhronika. En 1957 se afilió al PCUS. Además, colaboró con las revistas de cine Radianska Ukrania, Molod Ukrayiny, Pioneriya y Radianska Sport. 
Murió el 16 de mayo de 2005 en Kiev, siendo enterrado en el cementerio Sovské. En 1993, el también director Anatoli Sirij hizo un documental sobre Ibáñez Fernández llamado Vino amargo.

## Filmografía
Ibáñez Fernández fue un director muy prolífico, con numerosas películas dirigidas:
- La creatividad de los jóvenes (1954).
- El calor del hogar (1960).
- Balón de Oro y Siete colores del arco iris (1962).
- Somos atletas paracaidistas (1964), premio del Festival Internacional de Cine de Vichy.
- Gente sobre las nubes (1965), medalla de Oro del 1.er Festival de Cine Deportivo de toda la Unión y diploma en los festivales internacionales de cine de Leipzig, Oberhausen, Skopje y Praga.
- Planeadores (1966).
- Voluntarios de la Revolución (1967).
- ¡Voy hacia ti, España! (1969), premio entre los documentales del IV Festival de Cine de toda la Unión.
- Recordamos... (1970).
- El monstruo condenado (1971).
- Soy un partisano de Ucrania.
- De cada uno de nosotros.
- El gran pan, diploma del VII Festival de Cine de toda la Unión.
- El regreso de Peter Topchiy, ¡Ganaremos!, ¡Uepsegetosis! (1974).
- Los abuelos y... todos nosotros (1977).
- Deja una dirección (1978).
- Águila en marcha (1978).
- Olimpiada en Ucrania.
- Ocho compases de música olvidada, premio Laikonik de bronce al mejor guion en Cracovia.
- ¡Saludos, camarada Iván! (1980)
- El legendario Klim (1981).
- Dirección de Millones (1982).
- El cielo alarmante de España (1984).
- La quinta altura (1986).
- Baya roja del café negro, Los huérfanos no nacen (1987).

## Premios
- Orden de la Revolución de Octubre.